# 加亚尔布瓦-克雷桑维尔
加亚尔布瓦-克雷桑维尔（法語：Gaillardbois-Cressenville，法語發音：[ɡajaʁbwa kʁesɑ̃vil]）是法国厄尔省的一个旧市镇，属于莱桑德利区。加亚尔布瓦-克雷桑维尔于1845年由原市镇加亚尔布瓦（Gaillardbois）和克雷桑维尔（Cressenville）合并而成。2017年，加亚尔布瓦-克雷桑维尔与市镇格兰维尔合并为新市镇瓦勒多尔热。

## 地理
加亚尔布瓦-克雷桑维尔（49°20'33"N, 1°24'19"E）面积6.99 平方千米，位于法国诺曼底大区厄尔省，该省份为法国北部内陆省份，北起滨海塞纳省，西接奧恩省和卡爾瓦多斯省，南至厄尔-卢瓦省，东临瓦兹省、瓦兹河谷省和伊夫林省。
与加亚尔布瓦-克雷桑维尔接壤的市镇（或旧市镇、城区）包括：巴克维尔、沙勒瓦勒、埃库伊、格兰维尔、梅内斯克维尔。

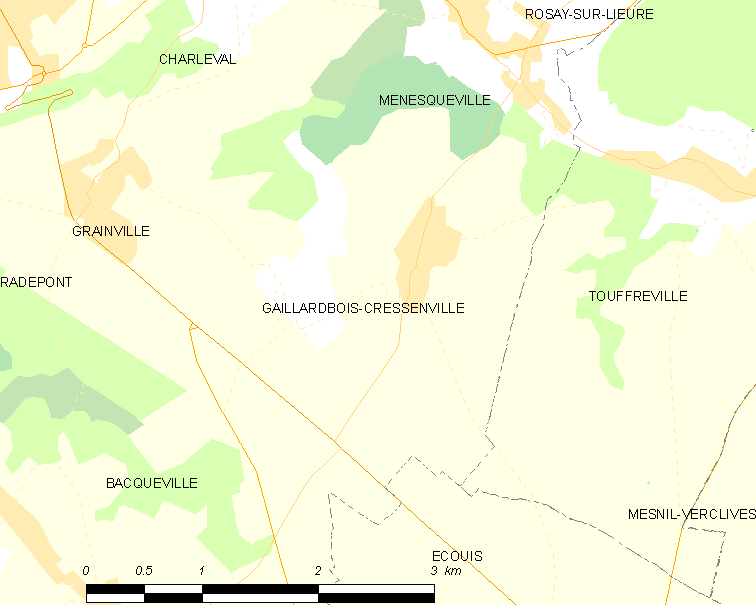
加亚尔布瓦-克雷桑维尔的OSM定位图

加亚尔布瓦-克雷桑维尔的时区为UTC+01:00、UTC+02:00（夏令时）。

## 行政
加亚尔布瓦-克雷桑维尔的邮政编码为27440，INSEE市镇编码为27274。

## 政治
加亚尔布瓦-克雷桑维尔所属的省级选区为昂代勒河畔罗米伊县。

## 人口

1962-2008年间加亚尔布瓦-克雷桑维尔人口变化图示

加亚尔布瓦-克雷桑维尔于2018年1月1日时的人口数量为442人。